# Twinsburg
Twinsburg est une ville du comté de Summit, dans l’État de l’Ohio. Lors du recensement de 2010, sa population s’élevait à 18 795 habitants. Sa superficie totale est de 35,74 km2.

## Source
- (en) Cet article est partiellement ou en totalité issu de l’article de Wikipédia en anglais intitulé « Twinsburg, Ohio » (voir la liste des auteurs).